# Ronald Sanson Stresser
Ronald Sanson Stresser (Curitiba, 16 de abril de 1933 — Curitiba, 7 de setembro de 2012) foi um jornalista e advogado brasileiro. Destacou-se como pioneiro da televisão no estado do Paraná. Era o pai da atriz Guta Stresser.
Foi o fundador da Rádio Colombo e da Rádio Ouro Verde AM, ambas em Curitiba e junto com seu pai, o jornalista Adherbal Stresser, fundou o jornal Diário do Paraná. Foi diretor das emissoras da Rede Tupi no Paraná: TV Paraná canal 6 de Curitiba e TV Coroados canal 3 de Londrina. 
Foi diretor do jornal Diário do Paraná, fundado por seu pai, e filiado aos Diários Associados de Assis Chateubriand.
Foi professor do curso de jornalismo da Universidade Federal do Paraná e em 1973, com a derrocada dos Diários Associados, Ronald desligou-se definitivamente das empresas e do meio de comunicação, deixando suas finanças em ordem. Foi diretor da Paraná Companhia de Seguros Germano-Brasileira, do Conglomerado Banestado, de onde após retirar-se, voltou a advogar, profissão para a qual se formou pela UFPR. 
Aposentou-se como consultor jurídico do Tribunal de Contas do Estado do Paraná e passou a residir em sua cidade natal. Era um grande apreciador de jazz, tendo sido membro do Grupo de Jazz do Paraná. Faleceu por falência múltipla de órgãos.

## Família
Descendente patrilinear de alemães e luxemburgueses e matrilinear de franceses e italianos, Ronald Sanson Stresser é filho do jornalista Adherbal Stresser e neto do maestro Augusto Stresser, autor da Ópera Sidéria, primeira ópera paranaense. Ronald também é pai da atriz Guta Stresser e do produtor e arquiteto da informação Ronald Sanson Stresser Jr.